# Vocabulaire du tennis de table

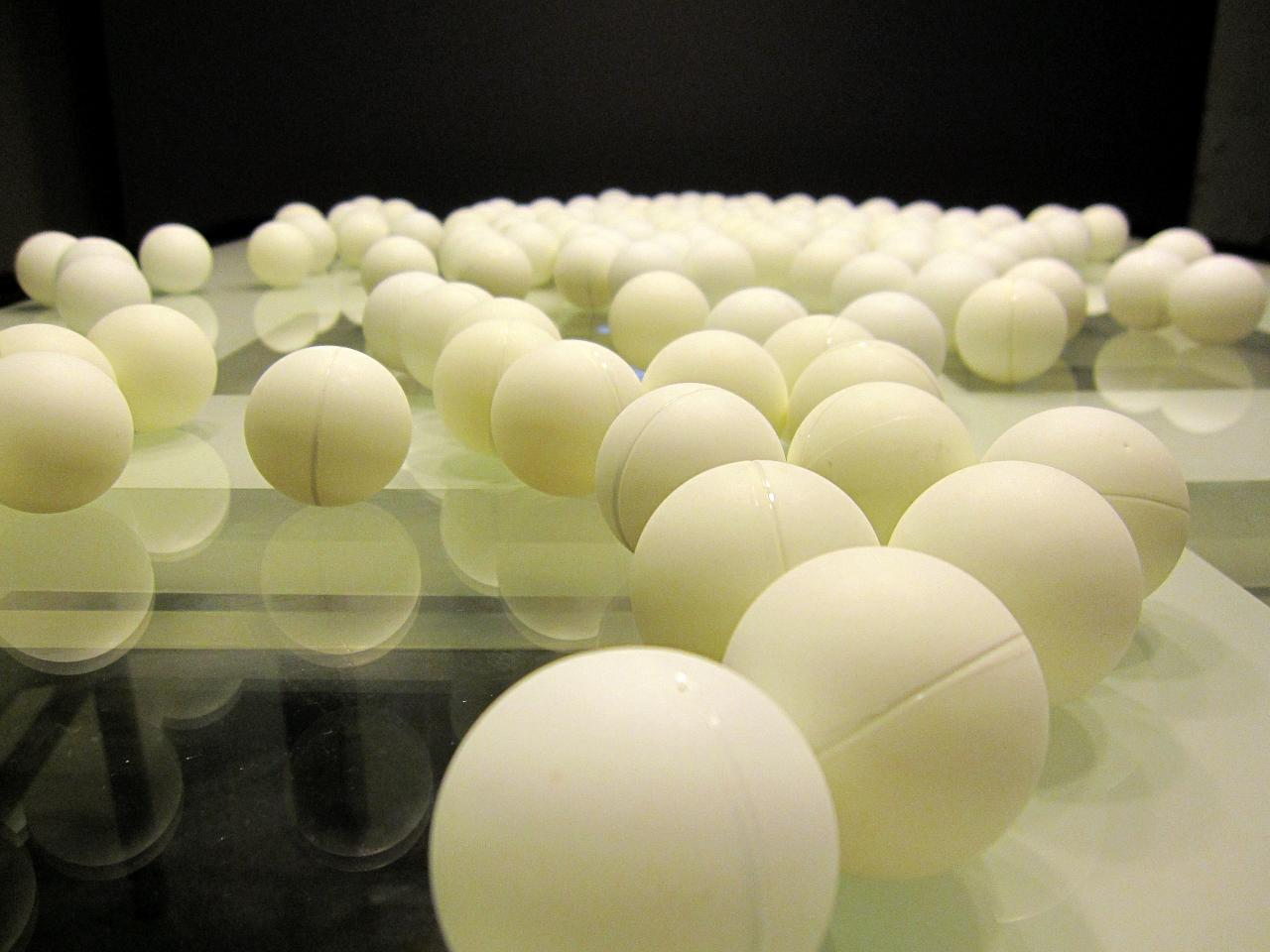
Balles de tennis de table.

Cet article présente une liste du vocabulaire utilisé en tennis de table.
- Haut – A
- B
- C
- D
- E
- F
- G
- H
- I
- J
- K
- L
- M
- N
- O
- P
- Q
- R
- S
- T
- U
- V
- W
- X
- Y
- Z

## A
- ace : service gagnant, non touché par l'adversaire
- amorti :  renvoi de balle courte et rebondissant peu
- anti-top : type de revêtement lisse, insensible à l'effet adverse

## B
- balle lourde : balle contenant une grande quantité d'effet, qui arrive « lourde » dans la raquette de l'adversaire grâce à cet effet
- balle molle : balle sans effet et sans consistance
- backside : revêtement dont les picots sont tournés vers l'intérieur
- belle : manche décisive, quand les deux joueurs sont à égalité de sets (2-2 pour une rencontre en 3 sets gagnants, 3-3 pour une rencontre en 4 sets gagnants)
- bloc : coup utilisé pour annuler l'effet d'un topspin
- bois : raquette sans les revêtements

## C
- carotte : filet favorable ou un rebord de table
- classement : hiérarchie indiquant le niveau d'un compétiteur
- coin de table : lorsque la balle touche l'arête de la table
- combi : raquette avec deux revêtements différents (par exemple un côté picots et l'autre antitop)
- contre (contre-performance) : défaite contre un joueur moins bien classé
- coup droit : coup joué du côté droit pour un droitier (gauche pour un gaucher)
- coup terminal : voir smash
- coupé : balle avec rotation arrière

## D
- démarrer : prendre l'initiative en topspin sur balle coupée[1]
- deux balles : balle extérieure au match qui vient gêner un des joueurs. L'arbitre ou le joueur dit "deux balles" et le point est remis.
- double gratte[réf. nécessaire] : balle touchant le filet puis un bord de table

## E
- effet :  rotation imprimée à la balle

## F
- faux top : geste donnant l'impression d'un topspin alors que la balle a peu ou pas de rotation
- flip : coup d'attaque joué au-dessus de la surface de la table avec un mouvement du poignet
- frappe : coup terminal (voir smash)

## G
- gratte à la table : balle touchant un bord de table, point chanceux
- gratte au filet : balle touchant le filet et retombant sur la table, point chanceux

## I
- indiv : compétition individuelle

## L
- let : balle touchant le filet lors du service et qui retombe du côté adverse, en français balle à remettre
- lift : voir topspin

## M
- manche (ou set) : se déroule en 11 points
- marteau (service marteau) : type de service où le geste est analogue à l'utilisation d'un marteau
- marqueur ou marquoir : indicateur de scores
- mousse : couche intermédiaire entre le bois et le revêtement
- « mou » (service mou) : service sans effet dont l'exécution ressemble à un service avec effet

## N
- net : (filet en anglais) par extension, balle touchant le filet lors du service (voir let)

## P
- palette : raquette
- paire : équipe de double
- perf (ou performance): victoire contre un joueur mieux classé
- picot (picot long) : type de revêtement
- pige : instrument utilisé pour mesurer la hauteur réglementaire du filet
- pivot : déplacement latéral permettant de frapper la balle en coup droit alors qu'elle arrive dans le revers.
- plaque : revêtement de raquette
- point de passage : placement de balle situé dans la zone où le joueur hésite entre le coup droit et le revers.
- poussette : jeu en balle coupée courte
- prise orthodoxe (ou classique) : type de prise de raquette la plus répandue
- prise porte-plume (ou prise chinoise) : type de prise de raquette
- Pro tour (ou World Tour) : compétitions réservées aux professionnels

## R
- relanceur : joueur qui n'a pas le service
- remise : renvoi, retour de service
- revers : balle jouée du côté gauche pour un droitier, droit pour un gaucher
- revêtement : plaque recouvrant la raquette
- roulette :  balle passant à côté ou en dessous du côté du filet et rasant la demi-table adverse

## S
- service : mise en jeu
  - service bombe ou service en force : service rapide
  - service chinois : type de service
  - service coupé : service avec effet coupé
  - service deux rebonds ou service infirmerie : service dont le deuxième rebond frôle le bord de la table
  - service lifté ou service latéral : service avec rotation vers l'avant
  - service mou : service sans effet et sans vitesse
  - service rentrant : type de service où les effets sont inversés
- set : manche (en 11 points)
- sidespin : effet de rotation latérale
- sifflante[réf. nécessaire] : balle qui contourne le filet pour finalement revenir sur la table
- smash : balle frappée fortement (coup terminal)
- soft : type de revêtement à picots courts et larges

## T
- temps mort : interruption de jeu
- toucher de balle : finesse et précision dans la maîtrise du renvoi de balle
- tournante : variante du jeu dans laquelle les joueurs tournent autour de la table ; ils changent de côté après chaque coup
- topspin : balle frottée par un mouvement d'avant-bras ascendant
- top rotation : topspin très frotté
- tranche : renvoi de la balle avec le bord de la raquette

## V
- ventre pongiste, « poche »[réf. nécessaire] ou « au coude » : placement de balle situé dans la zone où le joueur hésite entre le coup droit et le revers
- virgule : flip avec une rotation liftée